# George Pell
George Pell, avstralski rimskokatoliški duhovnik, škof in kardinal, * 8. junij 1941, Ballarat, † 10. januar 2023, Rim.

## Življenjepis
16. decembra 1966 je prejel duhovniško posvečenje.
30. marca 1987 je bil imenovan za pomožnega škofa Melbourna in za naslovnega škofa Scale; 21. maja istega leta je prejel škofovsko posvečenje.
16. julija 1996 je bil imenovan za nadškofa Melbourna in 26. marca 2001 za nadškofa Sydneyja.
21. oktobra 2003 je bil povzdignjen v kardinala in imenovan za kardinal-duhovnika S. Maria Domenica Mazzarello.